# Servicios avanzados
Los servicios avanzados a las empresas pueden definirse como el conjunto de  actividades terciarias reales (no financieras) destinadas a la venta como  consumos intermedios de otras empresas y que se caracterizan por los altos requerimientos de capital humano y tecnología que precisan así como por su elevada aportación al incremento de la productividad, eficiencia y competitividad de las empresas que las consumen, adaptándolas a los  cambios tecnológicos, de gestión y organización operados en las modernas economías. 
De acuerdo con esta definición podemos considerar como servicios avanzados a las actividades de informática y nuevas tecnologías de la información,
 asesoría y gestión empresarial avanzada, recursos humanos, ingeniería,  consultoría técnica avanzada, publicidad y  comunicación, diseño y servicios medioambientales.

## Servicios avanzados e innovación empresarial
Los servicios avanzados suponen una infraestructura crucial para el desarrollo de los  procesos de innovación, siendo esto especialmente cierto para las  empresas de menor tamaño. 
Efectivamente la incertidumbre asociada a las actividades agropecuarias de los procesos de innovación lleva a las firmas a buscar un  asesoramiento externo que les ayude a rentabilizar los esfuerzos económicos y humanos, y a minimizar los riesgos derivados de la incorporación de cambios.
De esta forma los servicios avanzados adquieren un  carácter estratégico, en la medida en que dicho asesoramiento ayuda a la empresa a reducir los períodos de adaptación y pérdida temporal de eficiencia que acarrea la incorporación de cambios en la forma de trabajar.

## La proximidad de servicios avanzados como ventaja competitiva
Por otra parte, la celeridad de los cambios y las constantes  transformaciones del mercado obligan a las firmas que pretenden ser competitivas a utilizar servicios avanzados de forma creciente, tanto en volumen como en diversidad.
La demanda de este tipo de servicios ha dejado de ser esporádica para convertirse en un gasto habitual de las empresas que destacan por su talante innovador. Estas empresas  externalizan actividades especializadas previamente asumidas por el personal de la empresa, hasta el punto en que la proximidad espacial de servicios avanzados puede afectar considerablemente a la localización de nuevas empresas y establecimientos. De esta forma la disponibilidad de estos recursos otorga a los territorios que los acogen  ventajas competitivas diferenciadoras.

## Proveedores
- https://mandalay.mx